# Степан Смаль-Стоцький
Степа́н Йо́сипович Сма́ль-Сто́цький  (псевдонім С. Нагнибіда;  9 січня 1859, Немилів — 17 серпня 1938, Прага) — український мовознавець і педагог, літературознавець (один із перших теоретиків українського віршування); визначний громадсько-політичний, культурний, економічний діяч Буковини. Один із засновників Музею визвольної боротьби України в Празі. Дід українського літературознавця в Канаді Юрія Луцького.

## Життєпис

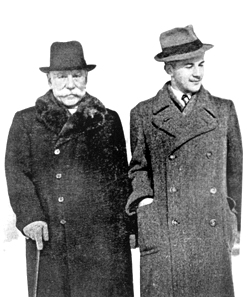
Степан Смаль-Стоцький зі своїм онуком Юрієм Луцьким у Празі, 1937

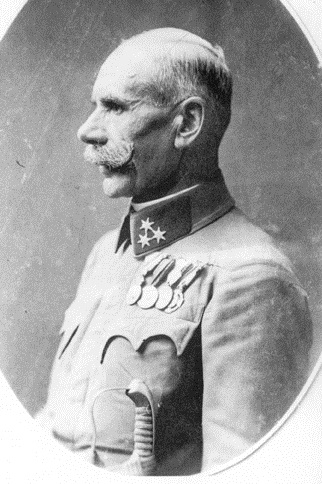
Степан Смаль-Стоцький, 1919 р.

Народився в селі Немилові Радехівського повіту (Галичина) в селянській родині Йосипа Смаль-Стоцького та Катерини Карпової, мав 7 братів і сестер. Мати померла, коли Степану було кілька років. Спочатку вчився в сільській школі, в 1869—1874 роках у «руській» (українській) ґімназії Львова, у німецькій ґімназії, після закінчення вступив на філологічний факультет Чернівецького університету.
У 1878–1884 роках учився в Чернівецькому, з 1882 року — у Віденському (учень Франьо Міклошича, у якого 1885 року габілітувався) університетах — доктор слов'янської філології Віденського університету. Франц Міклошич був… «один з перших західних мовознавців, що обстоював самобутність української мови, підтримував намагання галицьких українців оперти свою літературну мову на народній основі, був прихильником введення для українців латиниці».
Упродовж 1885–1918 років — професор Чернівецького університету, викладає українську та російську мову і літературу; друкуються монографії: «Руська правопись» (1891—1893); «Руська граматика» 1893; «Буковинська Русь. Культурно-історичний образок» 1897; «Шкільна граматика»; «Характеристика наукової діяльності І. Я. Франка» 1913; «Ідеї Шевченкової творчості» 1914; «Діди, батьки і внуки у Шевченка» 1918.
З 1921 року — професор Українського вільного університету в Празі. Дійсний член НТШ (з 1899), ВУАН (з 1918), Слов'янського інституту в Празі (з 1928) та ін.
Один з ключових діячів національно-культурного відродження Буковини. Противник москвофільства, чимало спричинився до перемоги народовців на Буковині; голова студентського товариства «Союз» у Чернівцях (1879—1882), співзасновник товариств «Народний дім», «Буковинський Боян», «Руська школа» й інших, активний діяч «Руської бесіди». Був дійсним членом Слов'янського інституту в Празі.
Іван Франко в листі до Михайла Драгоманова 1890 року писав: «Оце приходилося побувати два рази в Чернівцях. Я там записався на лекції Стоцького і Калужняцького, лекції обох цих професорів мені подобалися без порівняння ліпше, аніж лекції Огоновського, — все це видно більш європейський метод науковий».
У 1892—1911 роках — посол від національно-демократичної партії до буковинського сейму (1904—1910 рр. заступник маршала; довголітній член Крайового виділу і Крайової шкільної ради), у 1911—1918 роках — посол до віденського парламенту.
Спільно з Миколою Васильком та іншими добився цілковитої рівноправности українців в адміністрації, політичному житті Буковини; завдяки його заходам, працям (він уклав першу шкільну граматику української мови — 4 видання: 1893, 1907, 1922 і 1928) введено (1893 р.) фонетичний правопис у середніх школах Буковини, розбудовано українське (зокрема середнє) шкільництво. «Руську граматику» розробляв з професором Ґартнером; уперше побудовано на фонетичному правописі Євгена Желехівського — відомого лексикографа з Галичини (так звана «желехівка» — абетка з 34-х літер).
В'ячеслав Будзиновський згадував, що під час першого прочитання творів Василя Стефаника професор Степан Смаль-Стоцький заплакав і сказав: Я цікавий, яке вражіння зробить на Поліно (так називали Осипа Маковея через його сталеві нерви).
В економічній ділянці як голова «Руської каси» та «Селянської каси» (з 1903 р.) намагався розбудувати українську кооперацію; невдача на цьому відтинку спричинила 1910 р. розбиття українського громадського життя на Буковині, послаблення політично-громадської діяльности С. Смаль-Стоцького. «Селянська каса» 1912 року об'єднувала 174 кооперативи, наступного — налічувала 149 кредитових кооперативів з майже 19 тисячами членів. На зростання українського національного руху на Буковині вплинула його наукова (серед інших у праці «Буковинська Русь», 1897, Смаль-Стоцький змальовує історію Буковини у зв'язку з Галицько-Волинською державою й іншими українськими землями), публіцистична (багаторічний співредактор газети «Буковина», редактор газети «Руська Рада»), педагогічна діяльність.
Під час першої світової війни як діяч Союзу визволення України вів культурну працю в таборі українських полонених у Раштаті; 1917 року голова Бойової управи Січових стрільців. 1919 р. посол ЗУНР у Празі, де жив до смерті; крім праці в УВУ, голова Музею визвольної боротьби, перший голова Української Могилянсько-Мазепинської АН. У Празі як посол ЗУНР перебував під наглядом радянської агентури, яка представляла в ЦК КП(б)У «агент-матеріал» з приводу діяльності посла. В одному з листів «Петлюровский посол Смаль-Стоцький о Советской Украине» йшлося про його думку щодо України як самостійної держави, яка стане можлива лише тоді, коли замість УСРР буде Українська Народна Республіка. За такі думки червоні агенти називають його «українським націоналістом», «сепаратистом», «петлюрівцем».
1921 р. починає працювати в щойно відкритому Українському вільному університеті. Увійшов до складу викладачів філософського факультету, читав курс «Українська мова в сім'ї слов'янських мов», проводив семінар з творчості Т. Г. Шевченка. Восени 1921 року колегія професорів філософського факультету обрала його деканом, бо Степан Рудницький, який досі займав цю посаду, виїхав до Відня.

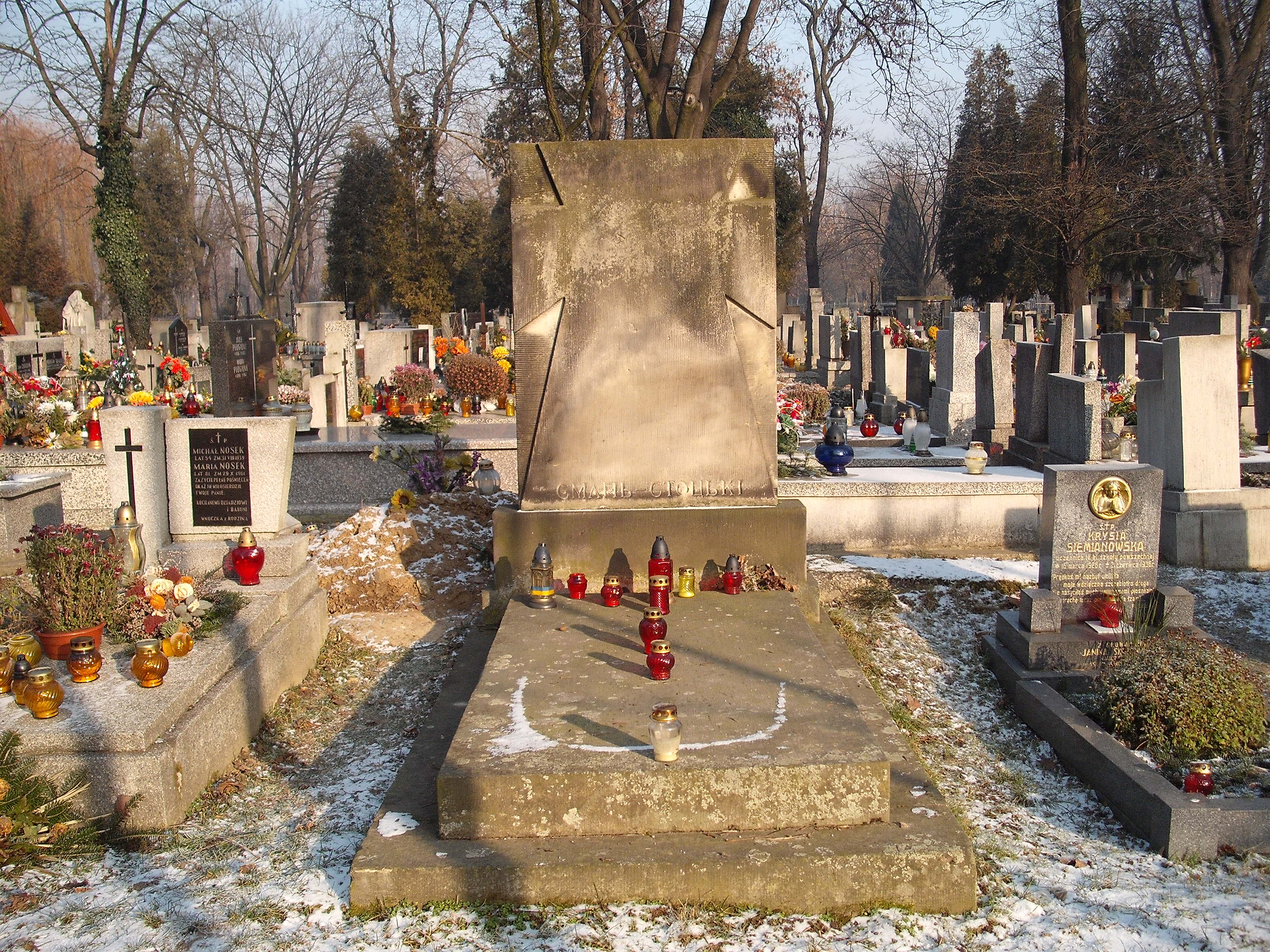
Могила Смаль-Стоцького в Кракові (Раковицький цвинтар, гробівець Смаль-Стоцьких)

Увійшов до першого складу дійсних членів УАН як позаштатний академік історично-філологічного відділу, обраний також членом правління академії. Брати участь в організації УАН йому не довелося, бо не зміг приїхати з Буковини до Києва.
Як мовознавець Смаль-Стоцький після студій про аналогію в історії української іменної відміни написав разом із Т. Ґартнером «Grammatik der ruthenischen (ukrainischen) Sprache» (1913), де доводив, що українська мова постала безпосередньо з праслов'янської, а ідея прасхіднослов'янської мови позбавлена ґрунту. Цей погляд боронив і пізніше, особливо в праці «Розвиток поглядів про сім'ю слов'янських мов та їх взаємне споріднення» (1925, 1927). Викладав українську мову та літературу у Варшавському університеті. Не втрачав зв'язків з ВУАН, надсилав свої статті, розвідки, друкувався в академічному часописі «Україна», головним редактором якого був М. Грушевський).
1930 року відбувся перший з'їзд слов'янських філологів, у якому взяв участь і Смаль-Стоцький. Вченого обурило, що УАН не послала на форум своїх представників.
Різко виступив проти поглядів В. Ганцова на формування української мови з двох говіркових груп, північно- і південноукраїнської. Виразні перебільшення (наприклад, твердження про особливу близькість української і сербської мов, заперечення дифтонгів у північноукраїнських говірках) перешкоджали прийняттю багатьох слушних ідей Смаль-Стоцького.
В останні роки життя зосередився на іманентній інтерпретації творів Шевченка, у свідомому відриві від історичного й літературного розвитку («Т. Шевченко. Інтерпретації», 1934—1936 та інші статті). Позитивістична фразеологія сполучалася в мовознавчих і літературознавчих працях Смаль-Стоцького з національною романтичною ідеологією.
Серед учнів — мовознавець, педагог, методист Микола Равлюк.
Похований на Раковицькому цвинтарі Кракова, поле XXXIV, ряд — płd, поховання 7, 50.075488°, 19,955867°;

## Родина
У серпні 1885 року одружився з Емілією Заревич, дочкою пароха Рожнева. Їхній син Роман також став мовознавцем і громадським діячем.

## Нагороди
- Командорський хрест ордена Франца Йосифа (1908)[9]

## Вшанування пам'яті
- У місті Чернівці є вулиця Академіка Степана Смаль-Стоцького.

## Тексти та промови С.Смаль-Стоцького
- Smal-Stockyj, Stephan, 1859—1938 — книги С.Смаль-Стоцького в Інтернет-архіві
- Передмова до видання «Сина книжечка» Василя Стефаника (20.05.1899)
- Моя сповідь // Дїло. — 1913. — 28 лют.
- Характеристика лїтературної дїяльности Івана Франка. Ювілейний виклад Д-ра Смаль Стоцького // Дїло. — 1913. — 1 лип.
- Дїди, батьки і внуки у Шевченка. Промова на ювилейнім Шевченковім сьвятї в Коломиї // Дїло. — 1914. — 24 черв.
- Омелян Калужняцький // Дїло. — 1914. — 28 лип.
- Розвиток поглядів про семю словянських мов і їх взаїмне споріднення. Друге доповнене видання. — Прага: Український Громадський Видавничий Фонд, 1927.
- Українська мова, її початки, розвиток та характеристичні її прикмети. — Бібліотека «Дзвонів», ч. 6. — Л.: Друкарня «Бібльос», 1933.
- Питання про східньословянську прамову // Записки НТШ, т. CLV, 1937, с. 1–5.
- Смаль-Стоцький С. Немолів: (спомини) / Степан Смаль-Стоцький. — Львів: Друк. Ст. Інст. в піднаймі З. Медицького, 1933. — 43 с.
- Смаль-Стоцький С. Розвиток поглядів про семю словянських мов і їх взаїмне споріднення / др. Ст. Смаль-Стоцький. — У Львові: Накладом Наук. т-ва ім. Шевченка, 1925. — 42 с.
- Смаль-Стоцький С. Питання про східньословянську прамову / Степан Смаль-Стоцький. — Львів: Друк. Наук. т-ва ім. Шевченка, 1937. — 7 с.
- Граматика української (руської) мови / уложили: С. Смаль-Стоцький, Ф. Гартнер. — 4-те вид. — Львів: Накладом Держ. вид-ва шкіл. книжок, 1928. — 209 с.
- Граматика руської мови / уложили: С. Смаль-Стоцький, Ф. Гартнер. — 3-тє переробл. вид. — Відень: Накладом власним, 1914. — 202 с.
- Смаль-Стоцький С. Т. Шевченко — співець самостійної України / Степан Смаль-Стоцький. — Київ: Самостійна Україна, 1930. — 20 с.
- Смаль-Стоцький С. Останній рік Шевченкової поетичної творчости / Степан Смаль-Стоцький. — Прага: Вид. Укр. іст.-філол. т-ва в Празі, 1937. — 22 с.
- Смаль-Стоцький С. Т. Шевченко: Інтерпретації / С. Смаль-Стоцький. — Варшава: З друк. наук. т-ва ім. Шевченка у Львові Чарнецького, 1934. — 246 с. — (Праці Українського наукового інституту ; т. 252). — (Серія літературно-історична ; кн. 1).
- Смаль-Стоцький С. Причинки до зрозуміння Шевченкових поем / Степ. Смаль-Стоцький. — Прага: Держ. Друк. в Празі, 1929. — 51 с.
- Смаль-Стоцький С. Читанє Шевченкових поезій / Степан Смаль-Стоцький. — У Львові: З друк. наук. т-ва ім. Шевченка, 1914. — 22 с.